# Скопа
Скопа (итал. Scopa) је насеље у Италији у округу Верчели, региону Пијемонт.
Према процени из 2011. у насељу је живело 256 становника. Насеље се налази на надморској висини од 617 м.

## Становништво
Према резултатима пописа становништва 2011. у општини је живело 391 становника.
| 1931. | 1936. | 1951. | 1961. | 1971. | 1981. | 1991. | 2001. | 2011. |
| ----- | ----- | ----- | ----- | ----- | ----- | ----- | ----- | ----- |
| 527   | 513   | 511   | 414   | 371   | 381   | 390   | 369   | 391   |